# 帕皮爾尼亞 (切爾尼戈夫區)
51°24′39″N 30°45′13″E / 51.41083°N 30.75361°E
帕皮爾尼亞（烏克蘭語：Папірня），是烏克蘭北部切爾尼希夫州切爾尼希夫區米哈伊洛-科秋宾斯凯市镇的村落。始建於1720年，面積0.12平方公里，海拔高度124米，2001年人口38，人口密度每平方公里330.4人。